# Détournement majeur
Albums de Diane Dufresne
Top Secret
(1987) Comme un parfum de confession
(1997)
Détournement majeur est le dixième album de la chanteuse québécoise Diane Dufresne paru en 1993.

## Détournement majeurCD

### Liste des titres
| No  | Titre                      | Paroles        | Musique                        | Durée |
| --- | -------------------------- | -------------- | ------------------------------ | ----- |
| 1.  | Kamikaze                   | Diane Dufresne | Marie Bernard                  | 4:48  |
| 2.  | J'écris c'qui m'chante     | Diane Dufresne | Daniel DeShaime                | 4:50  |
| 3.  | Les Scélérats              | Diane Dufresne | Marie Bernard                  | 4:03  |
| 4.  | La fureur du cash          | Diane Dufresne | Marie Bernard                  | 4:17  |
| 5.  | Addict                     | Diane Dufresne | Pierre Flynn                   | 5:00  |
| 6.  | Cendrillon au coton        | Diane Dufresne | Marie Bernard                  | 6:00  |
| 7.  | Le locataire               | Diane Dufresne | Yves Laferrière                | 5:06  |
| 8.  | Le ciel connaît la musique | Diane Dufresne | Marie Bernard                  | 6:00  |
| 9.  | La dame de cuivre          | Diane Dufresne | Yves Laferrière, Marie Bernard | 5:19  |
| 10. | New-York requiem           | Diane Dufresne | Marie Bernard                  | 5:20  |

## Crédits
- Musiciens :
  - Violons : Claude Hamel, Olga Ranzenhofer, Alain Giguere, Lucie Ménard
  - Violoncelles : Louise Trudel, Katherine Skorzewska, Chantal Marcil, Thérese Ryan
  - Trompette : Ron Di Lauro, Benoit Glazer, Richard Gagnon
  - Trombone : Muhammed Abdul Al-Khabyyr, André Verreault
  - Saxophones : Jean-Pierre Zanella, André Leroux
- Prise de son et mixage : Paul Pagé assisté d'Isabelle Larin
- Prise de son voix, cuivres et chœur : Ian Terry assisté de Luc Pellerin
- Prise de son additionnelle voix : Bill Szawlowski assisté de Pierre Boursier
- Prise de son additionnelle claviers : Martin Lizée assisté de Daniel Ste-Marie
- Basse Fretless : Alain Caron
- Mastering : Bill Kipper
- Conception graphique : Folio et Garetti
- Photos : Aventure Studio, Pierre Desjardins
- Réalisation : Diane Dufresne, Marie Bernard
- Production : Gestion Son et Image, Amérylis